# الهلايلة (أسوان)

تنتمى الهلايلة إلى قبيلة بني هلال التي يرجع نسبها إلى بني عامر بن معاوية بن هوازن بن منصور بن عكرمة، وتعتبر واحدة من أشهر وأكبر القبائل العربية التي هاجرت لشمال أفريقيا في بداية القرن الخامس الهجرى، والحادي عشر الميلادى، وهو ما يعرف في التراث الشعبي بتغريبة بني هلال، وتعتبر قبيلتا بني هلال، وعامر من أكبر القبائل العربية طيلة العصرين الأموى والعباسى، واستوطنوا مصر منذ ذلك الحين، وتحديداً منطقة شرق النيل، وانتشروا في العديد من محافظات مصر، كقنا، وسوهاج، ومطروح، والبحيرة، وهناك صلة قرابة تربطهم بقبيلة أولاد علي في محافظة مطروح، غير أن أكبر تجمعاتهم تتركز في أسوان وقنا.